# Egon Kisch
Egon Erwin Kisch  ‹kiš› (Praga, 29 aprile 1885 – Praga, 31 marzo 1948) è stato uno scrittore e giornalista austriaco e cecoslovacco.
Egon Erwin Kisch scrisse in tedesco. Si riferiva a sé stesso come Der Rasende Reporter (il reporter scatenato), dati i molti viaggi per il mondo e gli innumerevoli articoli prodotti in un periodo relativamente breve. Kisch scrisse romanzi, ma è soprattutto rinomato per il suo sviluppo nel reportage giornalistico, a cui diede importanza e dignità letteraria, e per essere stato un oppositore al regime nazista di Adolf Hitler.

## Biografia
Kisch nacque in una ricca famiglia sefardita a Praga, in quel periodo parte dell'Impero austro-ungarico. Cominciò la sua carriera giornalistica come reporter per Bohemia nel 1906. I suoi primi lavori sono caratterizzati da un interesse per il crimine e lo stile di vita dei poveri a Praga, ispirandosi ad autori come Jan Neruda, Émile Zola e Charles Dickens.
Durante la prima guerra mondiale, Kisch si arruolò nell'esercito imperiale, combattendo in Serbia e sui Carpazi, esperienze che vennero poi raccolte in Schreib das auf, Kisch! (Scrivilo, Kisch!) (1929). Fu imprigionato per un breve periodo nel 1916 per la pubblicazione di scritti in cui criticava la condotta delle truppe austriache.

### Comunismo
L'esperienza della guerra avvicinò Kisch a posizioni radicali, portandolo a disertare nel 1918. Alla fine della guerra, partecipò con il partito di sinistra alla rivoluzione a Vienna, avvenuta a novembre dello stesso anno; nonostante il fallimento della rivoluzione, nel 1919 Kisch divenne un membro del Partito Comunista Austriaco e rimase un comunista per tutta la vita. Nel 1928 Kisch fu uno dei fondatori del Bund proletarisch-revolutionärer Schriftsteller (associazione degli scrittori proletario-rivoluzionari).

### L'esilio
Il 28 febbraio 1933, il giorno dell'incendio del Reichstag, Kisch fu uno dei tanti oppositori al Nazismo ad essere arrestati, ma essendo un cittadino della Cecoslovacchia venne espulso dalla Germania, I suoi lavori vennero bruciati e censurati, anche se questo non lo fermò dal continuare a scrivere per la stampa, riportando gli orrori della presa del potere nazista.

### Viaggi
Kisch si recò in Australia, dove gli venne negata la possibilità di scendere in porto, causando scompiglio in quanto era confinato illegalmente. Una volta sceso, venne riarrestato e infine rilasciato dopo un processo. Tra il 1937 e 1938 Kisch fu in Spagna, dove si erano radunati personaggi di sinistra intorno alle vicende della Guerra Civile spagnola, e parlò in favore della causa repubblicana.
Quando scoppiò la Seconda Guerra Mondiale, Kisch viveva a Parigi, ma anche questa città divenne un luogo pericoloso per un comunista ebreo. Nel 1939 lui e la moglie si trasferirono dunque a New York; anche lì il suo accesso al paese fu negato e finì così a recarsi dapprima a Elli's Island e infine in Messico nell'ottobre del 1940, dove trascorse i cinque anni successivi. Nel marzo 1946 Kisch poté tornare nella sua città natale, per poi subito dopo ripartire a viaggiare per il paese, come giornalista.

### La sua eredità
Kisch morì a Praga due anni dopo il suo ritorno, poco dopo l'affermazione al potere del partito comunista. Dopo la sua morte, la sua vita e i suoi lavori vennero esaltati dalla Repubblica Democratica Tedesca e nel 1977 venne istituito un premio in suo onore nell'ambito giornalistico dalla rivista Stern (il premio Egon Erwin Kisch).

## Opere selezionate
- Aus Prager Gassen und Nächten (1912)
- Der Mädchenhirt (1914)
- Der Fall des Generalstabschefs Redl(1924)
- Der rasende Reporter (1924)
- Hetzjagd durch die Zeit (1925)
- Elliptical Treadmill (1925)
- Zaren, Popen, Bolschewiken (1926)
- Schreib das auf, Kisch! (1929)
- Paradies Amerika (1929)
- Asien gründlich verändert (Changing Asia) (1932)
- China Geheim (Secret China) (1933)
- Geschichten aus sieben Ghettos (Tales from Seven Ghettos) (1934)
- Landung in Australien (Australian Landfall) (1937)
- Soldaten am Meeresstrand (1938)
- Die drei Kühe (The Three Cows) (1939)
- Marktplatz der Sensationen (Sensation Fair) (1941)
- Entdeckungen in Mexiko (1945)